# 衝撞

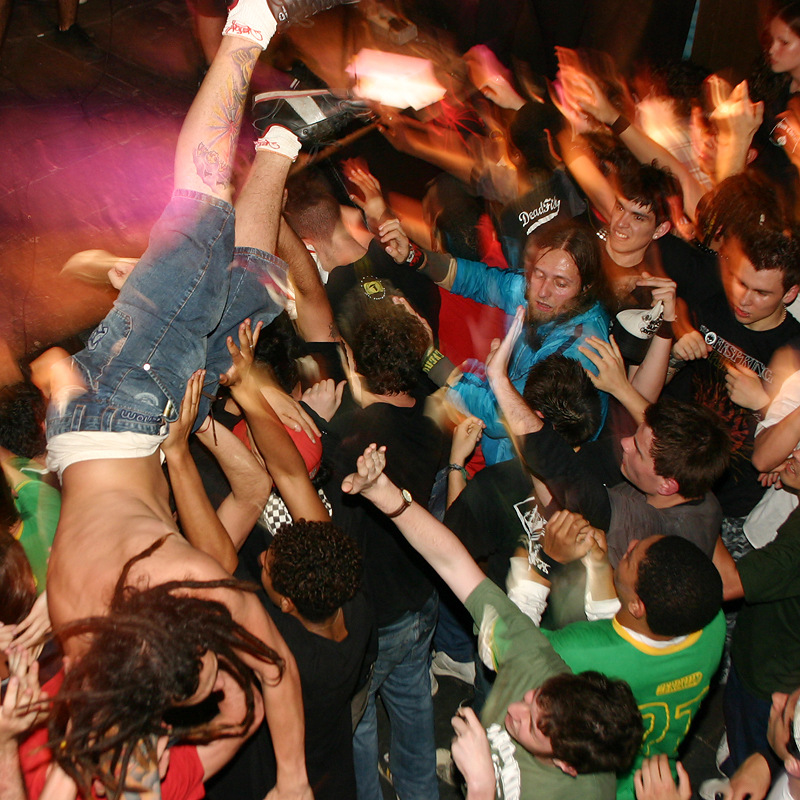
一位觀眾在衝撞區上玩人群冲浪。

Mosh Pit（英語：Moshing或Slamdancing）是一種極端的舞蹈風格、重金屬音樂互動文化。參與者用手推、或用身體撞擊彼此，這是由於演唱會聽眾主動以身體姿態去享受現場的音樂、展現對台上表演樂團的歡迎，以及重金屬音樂的激烈特性形成這種動作。衝撞起源於1970年代末期美國加州和華盛頓特區的硬核龐克表演現場，隨後在龐克搖滾、鞭擊金屬與油漬搖滾表演現場的觀眾也開始這樣做，逐漸成為一種風行的舞蹈動作。從那時起，衝撞除了在龐克和重金屬樂團的表演中會出現外，偶爾也能在各式各樣的音樂流派裡發現，包括另類搖滾、電子舞曲和嘻哈音樂這種同樣精力充沛的音樂。雖然衝撞主要是在現場演唱會上進行的，但許多樂迷在私人空間聽音樂時也會玩起這種動作。
衝撞是充滿精力、非常自由、極富變化性和肢體接觸的舞蹈動作，它可以獨自一人、也可以從十幾個人到幾千人同時進行。在衝撞出現的場景中，視觀眾參與意願的不同，周圍會圍著退開、沒有參與的觀眾，將被撞出來的人推回衝撞範圍內，這個由參與衝撞者所占領的範圍即稱為「衝撞區」（英語：Mosh Pit）。衝撞雖然主要是以手臂撞擊對方，但也有較危險的揮拳「猛撞」（英語：Slam Pit）、俗稱開圈的漩渦「繞圈衝撞」（英語：Circle Pit）和觀眾們分為兩邊，再隨音樂快速衝向對面的「死牆」（英語：Wall Of Death）等不同形式。衝撞通常是在靠近舞台的區域出現，因為最前方往往是較熱情投入的觀眾。
衝撞是一種積極的樂迷回應或表達享受音樂的方式，大部分時候衝撞不會造成受傷，參與者通常也沒有傷害他人的意圖，而且會協助跌倒的人。但是衝撞也有許多造成傷亡的紀錄，它的危險性受到許多批評。其中「死牆」是最激烈、最極端的衝撞形式，這是鞭擊金屬樂迷發展出來的動作。

## 歷史

### 詞源

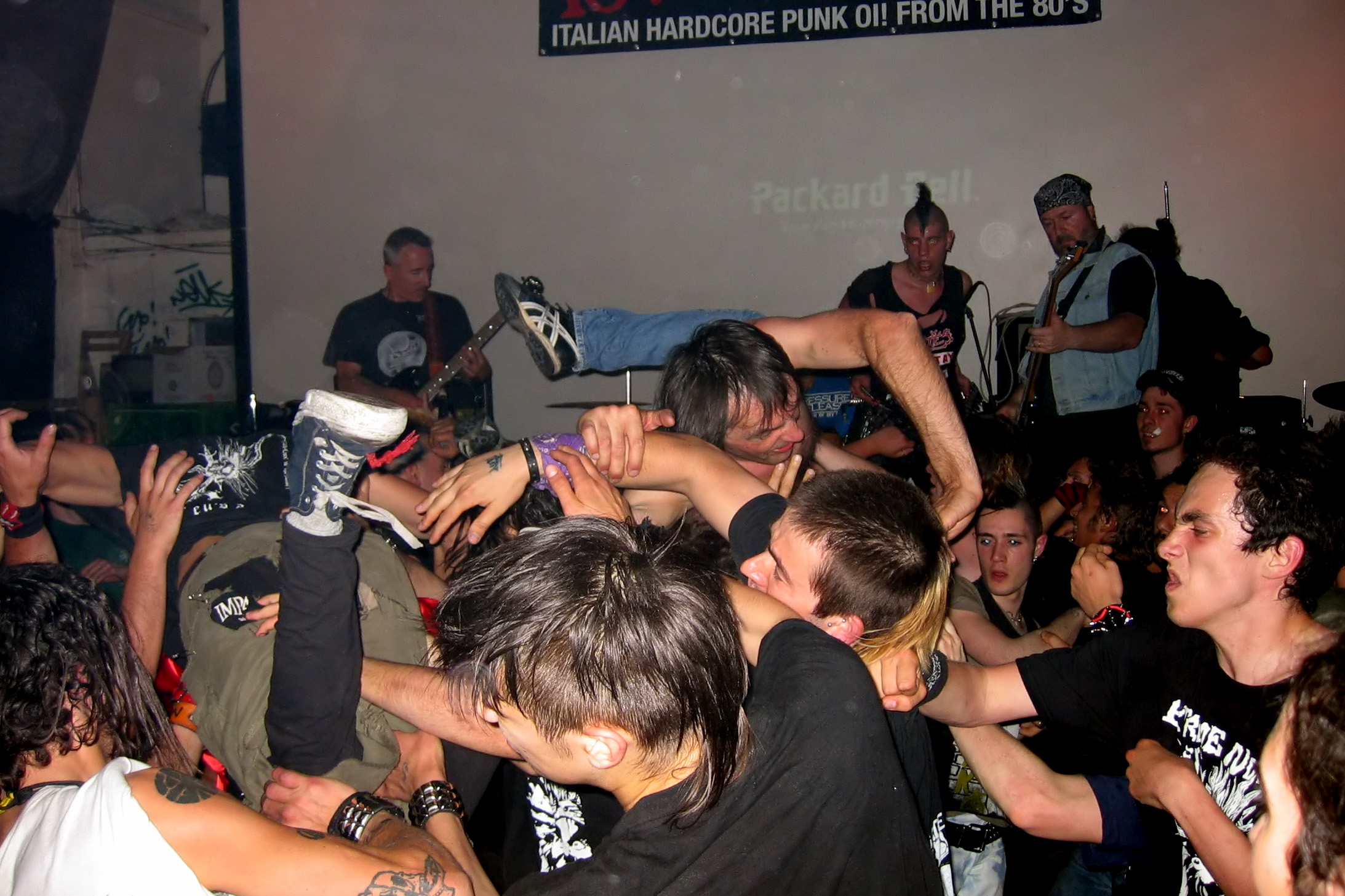
一群正在玩衝撞的樂迷。

1980年代初期，在美國華盛頓特區的硬核龐克場景中，「衝撞」一詞才開始使用。早期，這種激烈舞蹈在樂迷雜誌和其他文字紀錄中經常被稱為「搗亂」（英語：Mash），就像1982年華盛頓硬核樂團吶喊樂團的歌曲〈搗亂總動員〉。壞頭殼樂團主唱保羅·哈德森被認為是首先用「搗亂」一詞形容這種動作的人。他在歌詞和演出舞台上會使用「搗亂」一詞，表示要搗亂就必須隨著音樂的瘋狂而瘋狂，來煽動現場的觀眾進行侵略性和暴力的舞蹈。由於他的牙買加口音，觀眾總是聽成「衝撞」（英語：Mosh）。
到1980年代中期，衝撞一詞開始廣泛出現。鞭擊金屬樂團炭疽便在他們的《末日逼近》專輯中使用了這個詞。衝撞一詞逐漸代表死忠樂迷的象徵和鞭擊金屬的狂熱場景，例如死亡衝鋒隊的樂迷便很常在現場表演使用這個詞。隨著炭疽、超脫樂團、麥爾文、死亡衝鋒隊在美國主流音樂市場取得商業成功，衝撞一詞也成為流行術語。

### 起源

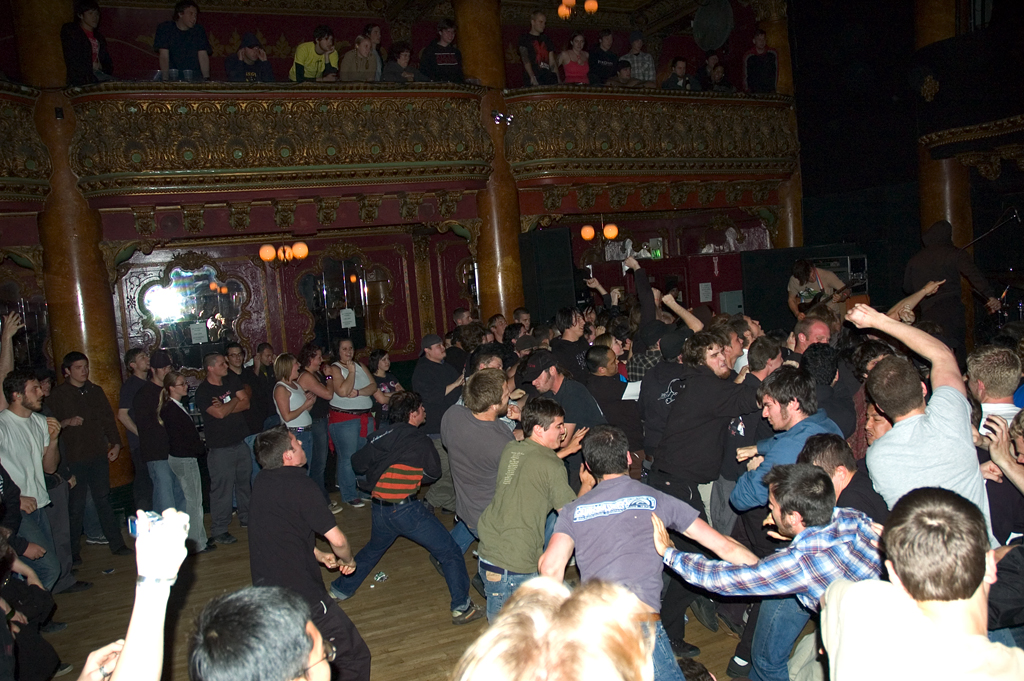
一群正在玩衝撞的樂迷。可以看到圖片右側是「衝撞區」，周圍則圍著退開、沒有參與的觀眾。

在美國硬核龐克的第一波浪潮中，第一個可以被認定為衝撞的舞蹈可能起源於加州橘郡。這種早期衝撞的例子可以在《龐克族的心態》、《城市鬥爭》、《西方文明的墮落二部曲：金屬年代》、《美國硬核》等紀錄片，以及當時的錄影或節目存檔中看到。當時加州的硬核龐克樂團如取暖團體、黑旗樂團、恐懼樂團和甘迺迪之死都在橘郡受到樂迷歡迎。

### 興起
到1980年代末期，美國硬核龐克的初期浪潮已經衰退，並分裂衍生成其他子流派。以西雅圖為根據地崛起的油漬搖滾運動，即是直接從硬核龐克演變而成的許多音樂風格之一。透過幾個油漬搖滾樂團的主流成功，「衝撞」一詞成為北美洲流行的詞彙，這種激烈舞蹈廣泛的在許多其他音樂流派中傳開。另類搖滾樂團明日巨星的約翰·林奈爾表示：「你在玩什麼樣的音樂、或你是什麼樣的樂團並不重要，每個樂迷去看表演都在玩衝撞，這是一種演唱會裡的強制潛規則」。

## 衝撞的叢集行為研究
2013年，美國康奈爾大學的物理學家馬修·比爾鮑姆帶領團體分析了衝撞的叢集行為，他們透過YouTube觀看演唱會影片，研究結果發現衝撞區中人們隨機互相衝撞的速度分佈，與二維氣體中粒子的速度和運動方式十分類似。研究人員利用電腦軟體建立模擬人群的運動模型，發現衝撞是一種高度有序的行為。馬修·比爾鮑姆表示：「儘管現場觀眾決定要不要玩衝撞是一種自發行為，但是從性質上來說，這種現象與氣體粒子動力學相似」。他在美國物理學會發言時說：「為什麼這些本應是智慧生物的人類會在演出現場表現得像理想氣體一樣，我真的不知道」。在他們所研究的「繞圈衝撞」影像中，九成五的情況下人群是按照順時針方向運動的，馬修·比爾鮑姆認為應該是因為人類大部分都是右撇子。

## 觀念、爭議與受傷調查
在wikiHow網站上的《如何在衝撞區裡玩衝撞》文章中，描述了衝撞的注意事項。包括姿勢（手臂擋在臉和胸前最安全）、穿合適的裝備（牢固的鞋子，不要穿戴手錶、戒指、項鍊、眼鏡、尖銳硬物或背包玩衝撞）。英國利茲貝克特大學博士生蓋比·李奇表示：
| “ | 五年多來，我一直在研究進行衝撞的意義，以及它在極限金屬樂迷日常生活中扮演的重要性。對於不熟悉重金屬音樂及其做法的許多外人來說，衝撞被視為劇烈的、暴力的、不受控制的、男性化和危險環境。但是對許多金屬樂迷而言，衝撞被認為是一個安全、獨立和熱情的動作，它喚起了強烈的歸屬感，金屬樂迷可以在最大限度中表達自己，並與樂團和其他在場的人建立更強的信任感和聯繫。人們玩衝撞是為了成為金屬音樂的一份子，也是最能積極參與現場演出的體驗。我曾經在學校內採訪一位女樂迷，她說：「這幾乎就像是音樂的一部分，大家都會隨著音樂節奏撞起來、也隨著節奏結束而停下來，它完全是整個音樂環境很重要的一部分，對於凝聚公眾能量來說，衝撞具有極大的意義」。 | ” |

另一位安全顧問公司的創始人兼執行長保羅·韋特海默表示：
| “ | 以我身為群眾安全顧問的專業角度來觀察，就演唱會觀眾而言，他們作為一位樂迷、一個獨立的個體，衝撞具有激勵的力量，因此很有吸引力。在我看來，人們玩衝撞是因為喜歡： - 對於沒有侵略性或暴力意圖的人而言，衝撞感生了友情的感覺，肢體接觸和推擠令人振奮。（這種衝撞風格我形容為「混亂禮節」） - 表達對台上表演者的支持方式，衝撞是最明確也最能直接傳達的手段，觀眾們藉此成為與表演者交流的一部分。 - 展現自己對音樂的熱愛與理解。 - 為了證明兩性之間的平等，有勇氣的女性會願意和男性一同衝撞，證明自己的意志力、敏捷性、力量都不輸給男性。 但是衝撞也有它的黑暗面，我們都看過那些管理不善的音樂節和演唱會因為衝撞造成混亂，例如胡士托 '99音樂節。大規模衝撞往往演變成暴力或混亂的場景，一些居心不良的人士便趁機傷害他人。太多的樂迷付出慘痛代價——性侵、毆打、重傷、喪命，有時還會在音樂會結束後演變為暴力衝突。 | ” |

對於樂迷來說，衝撞和舞台跳水是整個樂壇和音樂文化的一部分，他們有一種非正式的「行為準則」，特別是有經驗的衝撞者知道如何玩得盡興又能保護自己和他人，受傷風險自然也就被接受。但對於非樂迷或沒有經驗的人來說，這些活動被視為是反社會、暴力或具有破壞性的危險環境，這些人將會對參加演唱會感到卻步或放棄出席。在一份調查報告中顯示，幾乎所有的受訪者都認為，衝撞人群中時常會有麻煩製造者，他們發現這類型的人會以不恰當的方式進行衝撞（例如動作暴力、情緒失控、服飾有危險性、蓄意傷害周圍的人），這些危險人物是使衝撞被汙名化、失去原本初衷的主要因素。
受訪者在該調查中透露因衝撞導致傷害的類型有：瘀傷、割傷、撞傷、刺傷、扭傷、骨折、鼻樑斷裂、腦震盪、脫水、脫臼。其中受過割傷和瘀傷的受訪者非常普遍，幾乎所有的衝撞傷員都遇過割傷和瘀傷。有些場館和主辦單位已經禁止觀眾進行舞台跳水和人體衝浪，並且最傾向於使用「三振出局」的方法，被警告三次的觀眾必須立即離場。然而這一禁令並沒有產生太多成效，實際上，很少有行為過於激烈的觀眾被驅逐出場。有些業者也開始禁止人們坐在肩膀上，聲稱這在人群中也是危險的。
許多參與過衝撞的受訪者建議，主辦單位應該要廣為宣導衝撞禮儀；在會場內設置專門的衝撞區域；在熱門衝撞區安插體格壯碩的保全人員；設置更多的座位以減少站立人群；更嚴格控制會場內酒精和藥物的使用；驅逐嚴重醉酒者、行為暴力及語言暴力人士；禁止尖銳物體；透過舞台形狀的設計限制衝撞人群和控制人流。受訪者認為，即使只採取上述的微小措施，也能有顯著和積極的影響，因為大部分的衝撞參與者都值得信賴。

## 反對、批評與事故
1988年8月20日，槍與玫瑰在搖滾怪獸音樂節登台演出時，現場十萬人一擁而上，兩名樂迷（十八歲的艾倫·迪克和二十歲的蘭登·希格斯）在人群衝撞中受傷，樂團停止演奏並呼籲觀眾保持冷靜，但那兩名樂迷在到達醫院被宣布死亡，導致該音樂節停辦一年。華盛頓特區後硬核樂團Fugazi 反對人們在他們的現場演出中玩「猛撞」。樂團成員會挑出那些玩激烈動作的觀眾，禮貌的要求他們停止妨礙其他觀眾，或者請他們到舞台上用麥克風向其他觀眾道歉。1990年代，美國工業音樂團體鞏固政權也表示反對。他們的第三張專輯《再來更多音樂》中，他們在〈男人運動〉這首歌宣稱衝撞的本質是不洽當的。

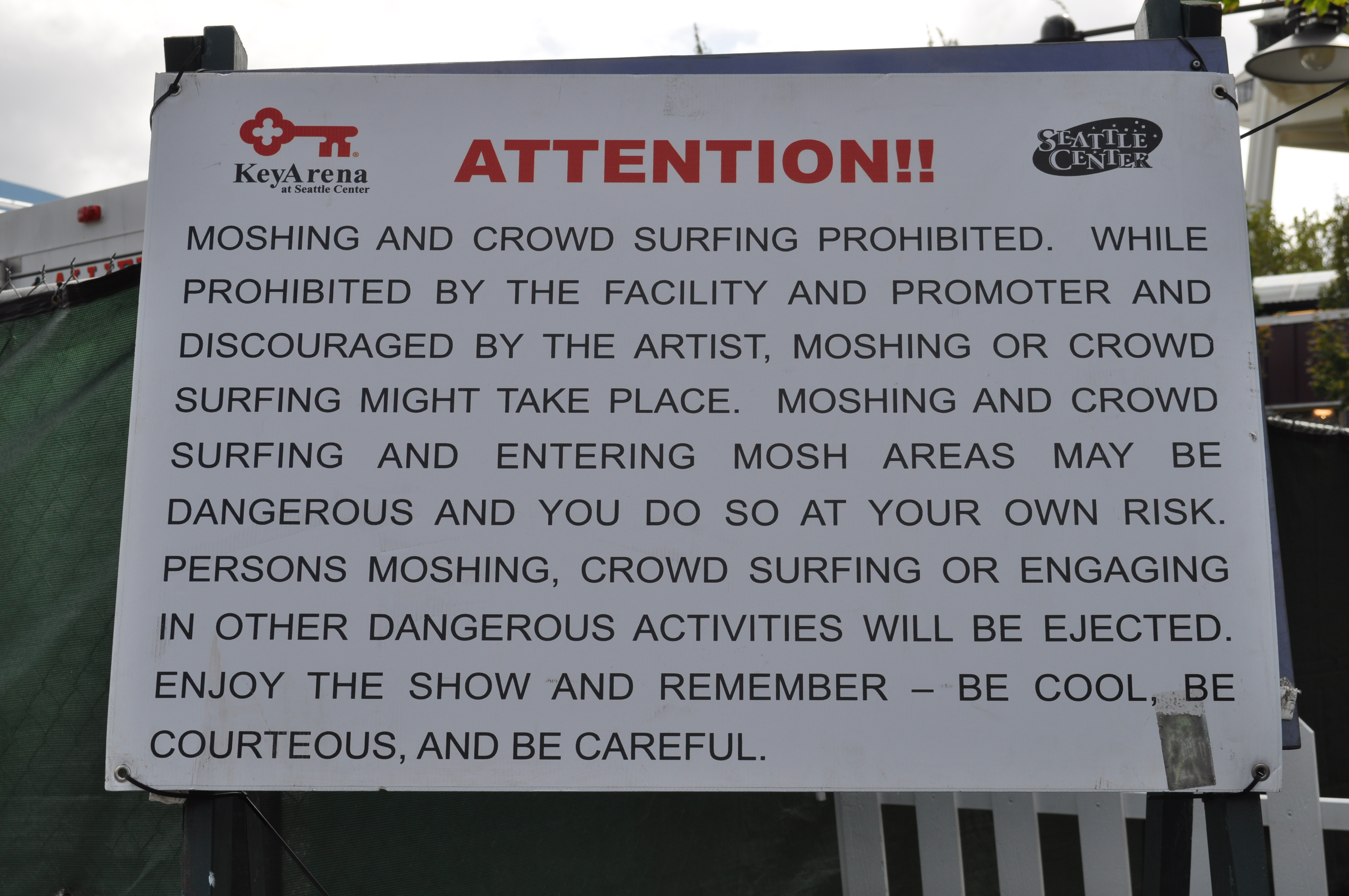
一面豎立在演唱會場地的「衝撞警告告示牌」。

1990年代，碎南瓜樂團的現場發生兩起導致死亡的事件後，樂團也表達反對立場。1996年在愛爾蘭都柏林的碎南瓜樂團演唱會上，17歲的伯娜黛特·奧布萊恩被群眾衝撞受傷，後來在醫院死亡，樂團表示曾警告受傷的危險性，觀眾仍不顧提醒。在另一場演唱會上，主唱比利·寇根對觀眾說：
| “ | 我只想對你們說一件事，你們還年輕，不要變成那種愚蠢的大學生。我一直看著像你們這樣的人，撞在其他人身上，我已經看了七年了。你知道嗎？這是狗屎行為，我希望你們明白，在這樣一個環境中，這對你周圍的其他人來說，衝撞是相當不合適、不公平的。我和我們樂團公開反對衝撞的立場！ | ” |

不過，2007年9月24日，碎南瓜樂團在加拿大溫哥華的演唱會中，一名二十歲男性在衝撞後昏倒，拖出人群時已經失去意識，在醫院試圖挽救他之後宣告死亡。

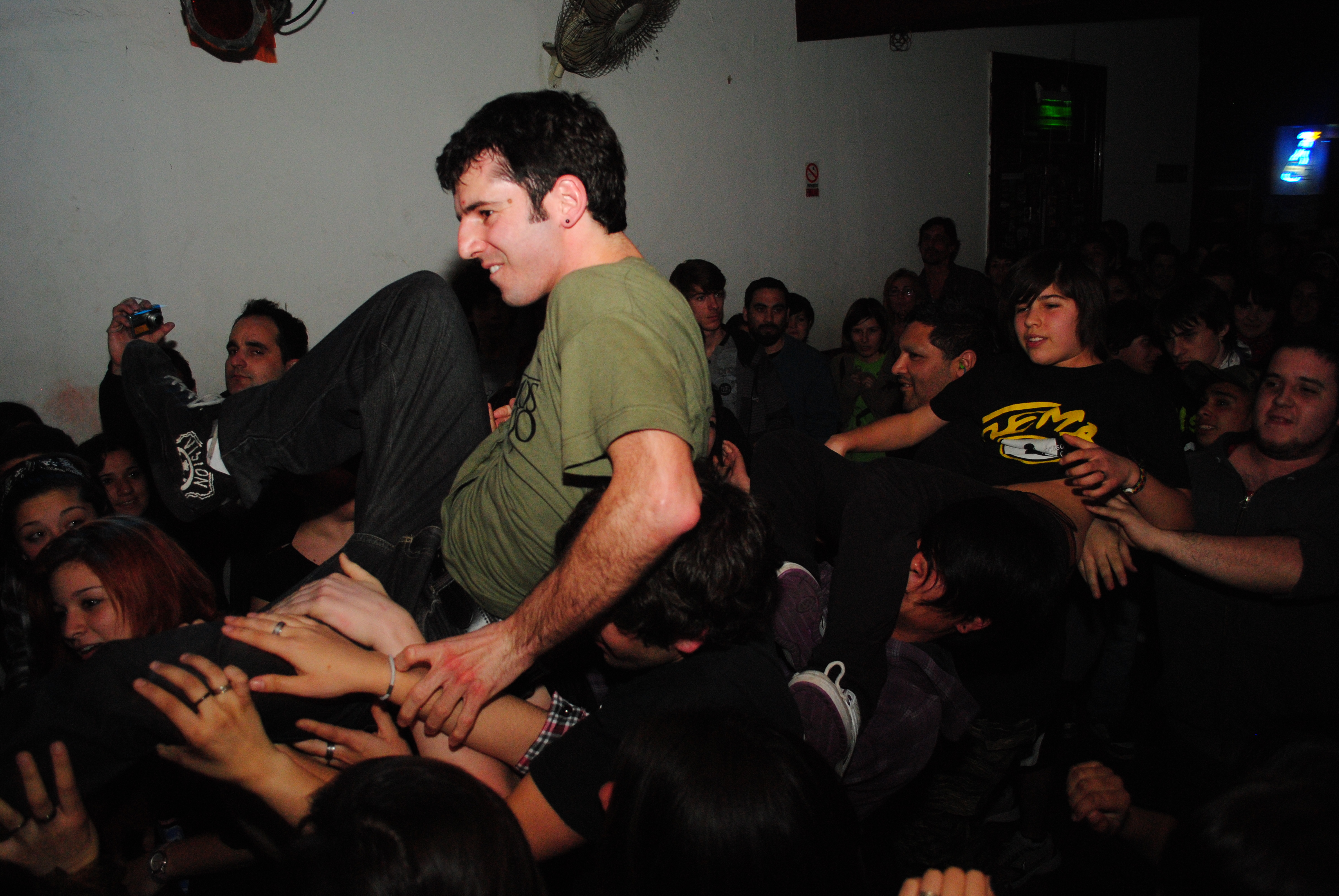
兩位觀眾在衝撞區上玩人體衝浪。

另類搖滾大條魚樂團在1998年的專輯《為何他們的搖滾這麼猛？》中，他們在〈感謝你不玩衝撞〉這首歌的歌詞裡批評衝撞，表示那些在台下亂撞人的都是暴力流氓。美國重金屬樂團戰士幫的喬伊·德曼奧是眾所周知的反對者，他會在衝撞和人群衝浪出現時暫停演唱會，並稱這樣對其他樂迷是危險的。夢劇場創始成員之一的麥克·波諾曾在他的網站上發表批評：「我認為我們的觀眾已經懂得更加留意，而不是那種盡情衝撞的心態。我明白你們想要釋放這種能量，可是人們一旦開始玩起來，就會荒謬的無法停下。所以這一次，我們有意識的希望，人們可以舒適的坐下來享受表演，而不用擔心他們的腿被撞斷、或者被玩衝撞的人踢到臉」。
2001年1月26日，新金屬樂團林普巴茲提特在澳大利亞雪梨舉行的大外出音樂節表演時，十六歲樂迷潔西卡·米哈利克在人群衝撞中慘遭擠壓窒息，保全人員將她拉出後送到後台，由醫護人員搶救，並注射了腎上腺素，她恢復意識後立即送往醫院，但最後仍搶救無效宣告死亡。該樂團主唱佛瑞·德斯特在許久之後表示：
| “ | 對我來說，一個年輕女孩特別前往一場音樂會，看她最喜歡的樂團——而且還是我的樂團，結果卻死了，這是巨大的打擊，我花了很長時間才能開口談這個...。 | ” |

當被問及今後如何阻止這樣的悲劇，佛瑞·德斯特建議，活動主辦單位應該在四周使用彩色旗幟作為代碼，以便提醒台上表演的樂團有緊急情況發生。這起樂迷因為衝撞導致死亡的事件，間接導致該團吉他手威斯·波爾蘭離開樂團。威斯·波爾蘭在多年後透露，潔西卡·米哈利克的死亡是他離開樂團的原因之一，該事件立即讓樂團內部充滿悲傷的陰霾，他說：「那場悲劇讓所有的意義都消失了，我意識到我們在做的事，可能是非常危險的。就像你和好友們高興的去登山，突然有伙伴從懸崖跌下去，一切就變了樣。我覺得這傷害真的太大了，這是令人無法承受的震撼打擊」。
蠱戮金屬樂團五指死拳一場在康乃狄克州的表演中，當樂團演奏〈心驚膽顫〉時一名年輕男性在衝撞中腳踝複合性骨折，樂團主唱伊萬·穆迪立刻停止表演，與吉他手佐爾坦·巴托里一起跳入人群，並將受傷男子送到舞台上，然後緊急送往醫院。伊萬·穆迪回憶說：「我看著他的臉，問他『是否還撐得住、我能幫你做點什麼嗎？』他還在震驚狀態，然後回我說『你們真是他媽的搖滾！』，發生這種事讓我感到很糟」。佐爾坦·巴托里表示：「他撞爆了他的腳，我也扔下我的吉他，我們和他在一起，直到醫護人員把他接走」。
2010年，蠱戮金屬樂團上帝羔羊在捷克布拉格的一場演唱會中，樂迷丹尼爾·諾斯克多次衝上舞台干擾演出，第三次衝上舞台後，主唱蘭迪·布萊斯將他推下了舞台，樂迷頭部意外受到撞擊，在演唱會結束後死亡。捷克首席檢察官辦公室以過失致死罪起訴蘭迪·布萊斯。並將他關押在潘克拉克監獄達38天。2013年法院作出一審判決「蘭迪·布萊斯對丹尼爾·諾斯克的死亡不具任何責任，儘管他對此負有道德上的責任」。法院認為需負起最大責任的是活動發起人和現場安全人員。因此駁回了損害賠償要求，並宣判蘭迪·布萊斯無罪釋放。滑結樂團的打擊樂器手克里斯·費恩，在談到這起軒然大波時針對衝撞表示：「我認為，特別是在美國，衝撞已經變成一種霸凌的形式。如果一個玩衝撞的大個子站在中間，就會把任何靠近他的人撞飛，這就是不合常理的破事了，因為這已經不是它的本質，那些傢伙需要被驅逐。適度的衝撞是有趣的，這讓陌生人互相信任，有了夥伴的感受。但是不能過頭，害別人受傷」。

## 外部連結
- MTV：舞台下的衝撞社會史 （页面存档备份，存于） （2002年）（英文）
- In the Pit （页面存档备份，存于） – 如何在衝撞和人體衝浪中生存！ （Tom Berger，2004年的電子書）（英文）
- 如何在衝撞區裡玩衝撞 （页面存档备份，存于） （步驟、技巧和注意事項）（英文）
- 人體衝浪和衝撞 （包括衝撞受傷的資料）（英文）
- 衝撞必練六大秘技 （页面存档备份，存于）（馬雅音樂）（繁體中文）
- 四種玩法讓你的看團經驗更難忘 （页面存档备份，存于）（BIOS Monthly）（繁體中文）
- 放開你的身體：台灣現場表演的「冷靜」觀眾，我們是否失去狂歡的能力？ （页面存档备份，存于）（關鍵評論網）（繁體中文）
- 看live不玩怎麼可以！ J-ROCK的玩法  （页面存档备份，存于）（迷迷音）（繁體中文）
- 《海祭私房話》徹底玩瘋了的搖滾演唱會（上） （页面存档备份，存于）（Yahoo奇摩娛樂訊息）（繁體中文）